# Placówka Straży Celnej „Knurów”

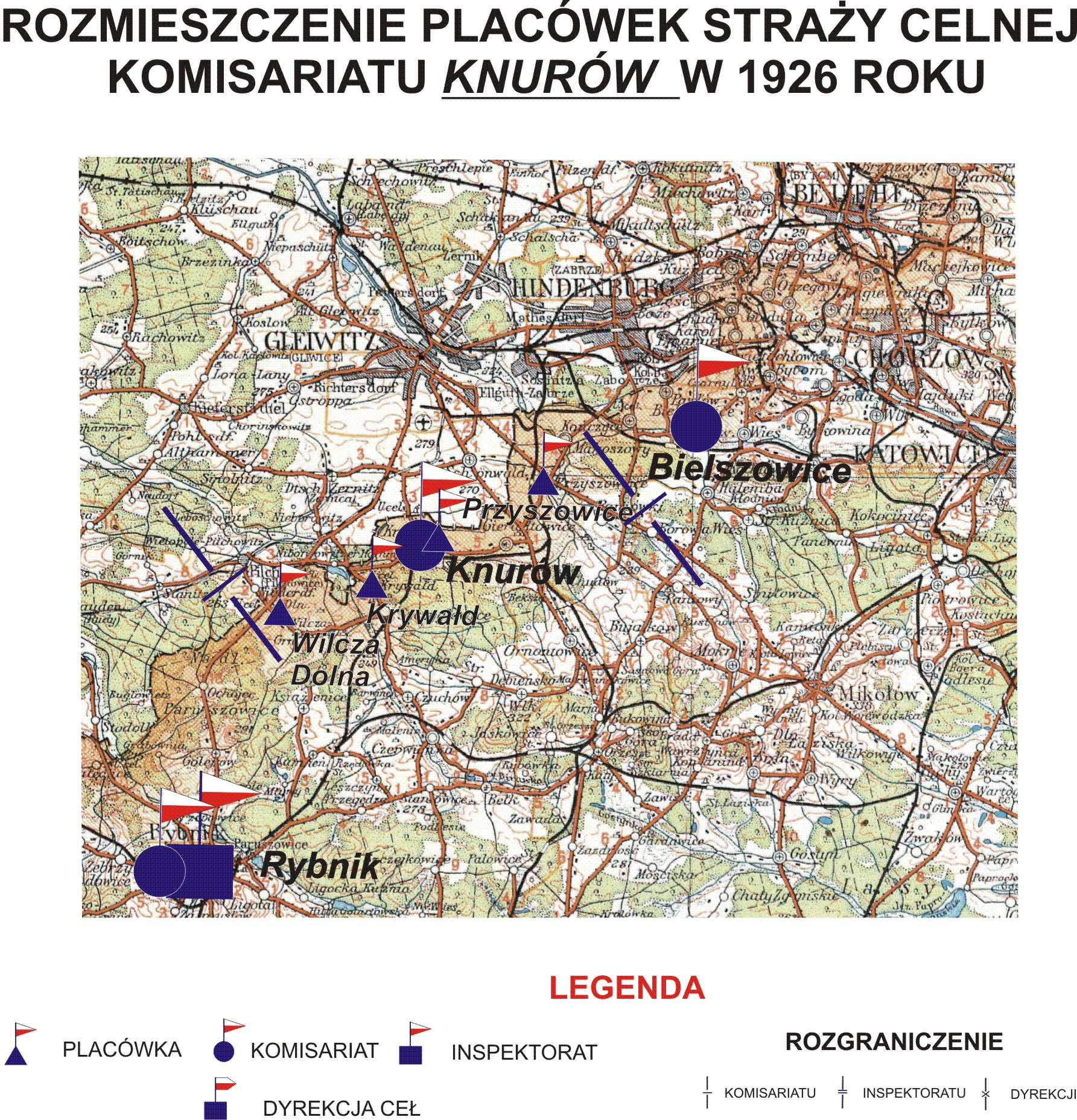
Rozmieszczenie placówek SC Komisariatu Knurów w 1926 r.

Placówka Straży Celnej „Knurów” – jednostka organizacyjna Straży Celnej pełniąca w okresie międzywojennym służbę ochronną na granicy polsko-niemieckiej.

## Formowanie i zmiany organizacyjne
Na wniosek Ministerstwa Skarbu, uchwałą z 10 marca 1920 roku, powołano do życia Straż Celną. Od połowy 1921 roku jednostki Straży Celnej rozpoczęły przejmowanie odcinków granicy od pododdziałów Batalionów Celnych. Proces tworzenia Straży Celnej trwał do końca 1922 roku. 
Początek działalności Straży Celnej na Śląsku datuje się na dzień 15 czerwca 1922 roku. W tym dniu polscy strażnicy celni w zielonych mundurach i rogatywkach wkroczyli  na ziemia  przyznane Polsce. W nocy z 16 na 19 czerwca 1922 roku Straż Celna przejęła ochronę granicy polsko niemieckiej na Śląsku. W ramach Inspektoratu Straży Celnej „Rybnik” zorganizowany został komisariat Straży Celnej „Knurów”. Placówka Straży Celnej „Knurów” weszła w jego skład.
W drugiej połowie 1927 roku przystąpiono do gruntownej reorganizacji Straży Celnej. W praktyce skutkowało to rozwiązaniem tej formacji granicznej. Ochronę północnej, zachodniej i południowej granicy państwa przejęła powołana z dniem 2 kwietnia 1928 roku Straż Graniczna.
Rozkazem nr 4 z 30 kwietnia 1928 roku w sprawie organizacji Śląskiego Inspektoratu Okręgowego dowódca Straży Granicznej gen. bryg. Stefan Pasławski powołał komisariat Straży Granicznej „Rybnik”. Placówka Straży Granicznej I linii „Knurów” znalazła się w jego strukturze.

## Kierownicy placówki
- starszy strażnik Jan Wojtaszek (1922-)[1]

## Funkcjonariusze placówki
Kierownicy placówki
| stopień          | imię i nazwisko, numer | okres pełnienia służby | kolejne stanowisko |
| ---------------- | ---------------------- | ---------------------- | ------------------ |
| starszy strażnik | Jan Wojtaszek          | był w 1922             |                    |
| przodownik       | Paweł Dworaczek (162)  | był w 1926             |                    |

Obsada personalna placówki w 1926:
- przodownik Paweł Dworaczek (162)
- starszy strażnik Jan Wojtaszek (1060)
- starszy strażnik Franciszek Grześkowiak (258)
- starszy strażnik Stanisław Jakubowski (868)
- starszy strażnik Jan Mendyka (640)
- strażnik Brunon Mokry (604)
- strażnik Walenty Grzechca (260)
- strażnik Wilhelm Adamczyk (14)
- strażnik Piotr Wilk (980)
- strażnik Szczepan Sapota (946)
- strażnik Piotr Świtała (1204)
- strażnik Jan Milczyński (1184)
- strażnik Jan Błaszczyński (1253)
- strażnik Józef Wieczorek (1268)
- strażnik Jan Nawrot (1191)
- strażnik Aleksander Cywiński (1317)